# Mossatjärnarna (Älvdalens socken, Dalarna, vid Mellansjön)
Mossatjärnarna är en sjö i Älvdalens kommun i Dalarna och ingår i Dalälvens huvudavrinningsområde.